# Vital Signs
Albums de Survivor
Caught in the Game
(1983) When Seconds Count
(1986)
Vital Signs est un album du groupe Survivor sorti en 1984.

## Listes des titres
Toutes les chansons sont écrites et composées par Jim Peterik and Frankie Sullivan.
| 1. | I Can't Hold Back  | 3:59 |
| 2. | High on You        | 4:09 |
| 3. | First Night        | 4:17 |
| 4. | The Search Is Over | 4:13 |
| 5. | Broken Promises    | 4:01 |

| 6. | Popular Girl                  | 3:39 |
| 7. | Everlasting                   | 3:52 |
| 8. | It's the Singer, Not the Song | 4:34 |
| 9. | I See You in Everyone         | 4:26 |

| 10. | The Moment of Truth | 3:47 |